# Pyramidion des Mose

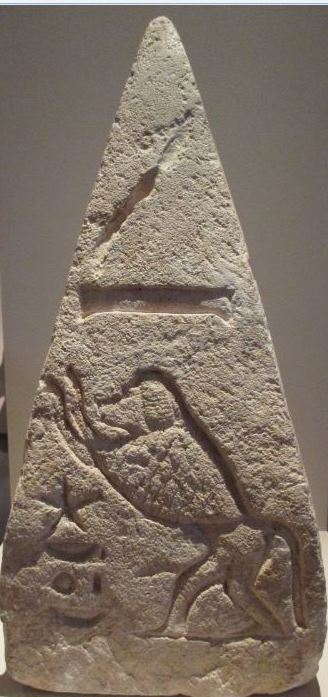
Ansicht mit Mantelpavian

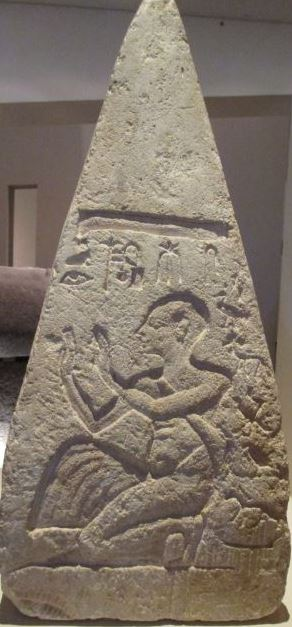
Schreiber Mose in anbetender Haltung

In der umfangreichen ägyptischen Sammlung des Roemer- und Pelizaeus-Museum Hildesheim befindet sich das Pyramidion des Schreibers Mose (Mes), Sohn des Richters Mai-nacht aus dem Neuen Reich, 19. Dynastie, 1. Hälfte 13. Jh. v. Chr. (Inventarnummer: PM 2129).

## Fundort
Die Gestaltung des Pyramidion weist auf eine mögliche Herkunft aus der thebanischen Nekropole hin. Wilhelm Pelizaeus erwarb das Pyramidion im Frühjahr 1912 in Kairo und übergab es im Juni 1912 dem Museum Hildesheim.

## Größe und Erhaltungszustand
Die Höhe beträgt 53 cm, die Grundfläche misst 23,5 cm × 24,5 cm. Die reliefierten Darstellungen des Pyramidion wurden stark versenkt gearbeitet. Das Pyramidion befindet sich in einem guten Erhaltungszustand.

## Bedeutung und Darstellung
Das  Pyramidion ist die Spitze einer Pyramide oder eines Obelisken, die bereits im Alten und Mittleren Reich Bestandteil der Königsgräber, der Pyramiden waren. Pyramidia und Obelisken werden als ureigene Schöpfungen mit der ägyptischen Kultur in Verbindung gebracht. Nachdem sich die Könige des Neuen Reiches für andere Grabformen entschieden hatten, wurde es auch für die übrige Bevölkerung Ägyptens und Nubiens möglich, sich kleinere Lehmziegelpyramiden mit Pyramidia als Spitze über den Kultkammern ihrer Gräber zu errichten. Sie bestanden zunächst aus Sandstein, später aus Kalk- und Hartgestein; das Pyramidion des Schreibers Mose ist aus Nummulitkalkstein. Die Funktion der Pyramidia und ihr Bildprogramm stehen in enger Verbindung mit dem Sonnenglauben, wie er sich im Neuen Reich entwickelte. Das Pyramidion allgemein ist eine Stilisierung des Benbensteins, die vier Seiten stehen für die vier Himmelsrichtungen, und die Spitze symbolisiert die zentrale Stellung der Sonne. Das Pyramidion des Schreibers Mose ist auf seinen vier Seiten wie folgt dekoriert.  Das Kultgeschehen der vier Seiten findet jeweils unterhalb der Himmelshieroglyphe auf der Erde und im Diesseits statt. Entsprechend dem Sonnenlauf wird die Himmelshieroglyphe bewusst schräg dargestellt. Im Westen zeigt sich das Objekt der Anbetung, den zwischen den Horizontbergen aufgehenden Sonnenball als Hinweis auf den täglichen Auf- und Untergang, rechts und links davon, der Sonne zugewandt, jubelt je ein Mantelpavian mit anbetend erhobenen Armen. Ihre Beischrift: „mögest du täglich preisen“ weist auf den Zusammenhang von ununterbrochenem Kult und Schöpfung hin. Die der aufgehenden Sonne zugewandte Ostseite zeigt den knienden, entsprechend dem Sonnenlauf nach Süden blickenden, betenden  Schreiber Mose. Er trägt einen langen plissierten Schurz. Sein Kopf ist kahlgeschoren. Am unbekleideten Oberkörper sind deutliche Wohlstandsfalten  zu erkennen. Unter seinen linken Oberarm hat er eine Papyrusrolle geschoben. Im ununterbrochenen Wechsel von Aufgang und Untergang der Sonne sahen die Ägypter ein Gleichnis für Leben, Sterben und Wiedergeburt im Jenseits. Die Menschen hofften auf eine Teilhabe an diesem ewigen Kreislauf von Werden und Vergehen und brachten entsprechend Sonnenhymnen und auf den Sonnenlauf bezogene Darstellungen in und an ihren Gräbern an.